# Gideon Gross
Gideon Gross es un inmunólogo, inventor y agricultor israelí. Es reconocido por crear los primeros receptores de antígenos quiméricos (CAR)   junto con Zelig Eshhar en el Instituto Weizmann de Ciencias. Fue decano de la Facultad de Ciencias y Tecnología del Tel-Hai Academic College de 2010 a 2014. También es un productor especializado en mangos.

## Biografía
El profesor Gideon Gross estudió su licenciatura en la Open University en Inglaterra. Posteriormente seguiría sus estudios de maestría y doctorado en inmunología química en el Instituto Weizmann en la ciudad de Rehovot en Israel. Junto al profesor Zelig Eshhar, desarrolló uno de los primeros receptores quiméricos de antígenos, que se convertirían en la base para el desarrollo de las terapias con células CAR-T. Realizó sus estudios postdoctorales en el Instituto Nacional del Cáncer en la ciudad de Bethesda en Maryland y en los laboratorios de Biología Molecular del MRC en Cambridge, Reino Unido. Actualmente es profesor en el MIGAL, un instituto de investigación en la ciudad galilea de de Kiryat Shmona en Israel, en donde trabaja en el desarrollo de plataformas para terapias immunogenéticas.

## Investigación médica
Gideon Gross es reconocido principalmente por sus estudios con linfocitos T y su trabajo pionero con receptores de antígeno quimérico. 
Su trabajo es una de las bases para el desarrollo de un tipo de inmunoterapia contra el cáncer, que implica la modificación de linfocitos T extraídos de un paciente con cáncer para la producción de células T de receptor de antígeno quimérico o CAR-T, las cuales son posteriormente reinfundidas al paciente en un proceso denominado transferencia adoptiva de linfocitos T, que ha producido buenos resultados en ensayos clínicos desde mediados del 2010 y millones de dólares de inversión.